# ویلسن (کارولینای شمالی)
ویلسن (به انگلیسی: Wilson) شهری در ایالت کارولینای شمالی کشور ایالات متحده آمریکا است که جمعیت آن در سرشماری سال ۲۰۱۰ میلادی، ۴۹٬۱۶۷ نفر بوده‌است.